# José Alberto Martínez
José Alberto Martínez Trinidad (San Sebastian, 10 september 1975) is een voormalig Spaans wielrenner die in 1998 zijn professionele wielerloopbaan begon bij de Euskaltel-Euskadi ploeg. In 2004 reed hij voor het Belgisch Relax-Bodysol, waarna hij voor 2005 de overstap maakte naar de Franse Agritubel-ploeg. Op zijn erelijst staan etappezeges in de Midi Libre en het Critérium International. Daarnaast staan er ook de eindzeges in het Critérium International in 2002 en de Ronde van Beieren in 2006 op.

## Belangrijkste overwinningen
1999
- 1e etappe Midi Libre

2000
- 1e etappe Ronde van Burgos

2002
- Eindklassement Critérium International

2005
- Classic Loire-Atlantique

2006
- 2e etappe (B) Internationaal Wegcriterium
- Eindklassement Ronde van Beieren

## Resultaten in voornaamste wedstrijden
| Jaar | Ronde van Italië | Ronde van Frankrijk | Ronde van Spanje |
| ---- | ---------------- | ------------------- | ---------------- |
| 2000 |                  |                     | opgave           |
| 2001 |                  |                     | 28e              |
| 2002 |                  |                     | 112e             |
| 2003 |                  |                     | 31e              |
| 2004 |                  |                     | opgave           |
| 2006 |                  | opgave              |                  |

| Jaar | Luik-Bast.‑Luik | Clásica San Sebastián |
| ---- | --------------- | --------------------- |
| 2000 |                 | 26e                   |
| 2001 | 83e             |                       |
| 2002 |                 | 75e                   |
| 2003 |                 | 97e                   |
| 2004 |                 | 5e                    |
| 2006 |                 |                       |